# Hotel Le Touessrok
El Hotel Le Touessrok (en francés: Hôtel Le Touessrok) es un hotel de cinco estrellas en la Isla Mauricio, la isla principal de la República de Mauricio, un estado insular en el suroeste del Océano Índico. Situado en el pueblo de Trou d'Eau Douce en la costa este bajo el distrito de Flacq, se trata de un verdadero complejo cuyos terrenos se extienden a Ile aux Cerfs, isla muy turística próxima a la playa del institución. Hay un campo de golf de 18 hoyos (por 72) de reciente desarrollo.